# 디스코 데몰리션 나이트
디스코 데몰리션 나이트(영어: Disco Demolition Night)는 1979년 7월 12일 목요일 미국 일리노이주 시카고 코미스키 파크에서 열린 메이저리그 베이스볼(MLB) 프로모션으로, 폭동으로 끝났다. 디스코 폭파의 밤, 디스크 파괴의 밤, 디스코 철거의 밤 등으로 번역된다. 행사가 절정에 달했을 때 시카고 화이트삭스와 디트로이트 타이거스 간의 이틀 밤 더블헤더 경기 사이에 디스코 음반으로 가득 찬 상자가 경기장에서 폭파되었다. 많은 사람들이 경기보다는 폭발을 보러 왔고, 폭발이 있은 후 현장으로 달려갔다. 경기장은 폭발과 폭도들에 의해 너무 손상되어 화이트삭스는 타이거스에 두 번째 경기를 강제 패배 선언을 해야 했다.
1970년대 후반, 댄스 중심의 디스코는 특히 토요일 밤의 열기(1977)와 같은 히트 영화에 등장한 이후 미국에서 가장 인기 있는 음악 장르였다. 그러나 디스코는 록 음악 팬들의 큰 반발을 불러일으켰다. 부진한 시즌 동안 코미스키 파크의 자리를 채우려던 화이트삭스가 7월 12일 더블헤더에서 승격을 위해 시카고 쇼크 조크와 안티 디스코 운동가인 스티브 달(Steve Dahl)을 참여시킬 정도로 눈에 띄는 반대파였다. 달의 후원 라디오 방송국은 WLUP(97.9 FM, 현재 WCKL)이었으므로 디스코 음반을 제출한 참석자의 입장료는 98센트로 할인되었다. 게임 사이에 달은 수집된 비닐을 폭발을 통해 파괴해야 했다.
화이트삭스 관계자는 평소보다 5000명 정도 많은 2만명의 관중이 모일 것으로 예상했다. 대신, 수만 명의 달 청취자를 포함하여 최소 50,000명이 경기장을 가득 메웠고, 수용 인원이 채워지고 게이트가 닫힌 후에도 수천 명이 계속해서 몰래 입장했다. 많은 기록이 직원에 의해 수집되지 않았으며 스탠드에서 날아다니는 디스크처럼 던져졌다. 달이 수집한 기록을 폭파한 후 수천 명의 팬들이 현장으로 몰려들어 진압 경찰에 의해 해산될 때까지 그곳에 남아 있었다.
두 번째 경기는 처음에는 연기되었지만 다음날 아메리칸 리그 회장 리 맥페일의 명령에 따라 타이거스에 몰수되었다. 디스코 데몰리션 나이트는 1979년 말 디스코의 쇠퇴를 앞당겼고 촉진하는 데 도움이 되었을 수도 있다. 일부 학자와 디스코 예술가들은 이 행사가 인종 차별과 동성애 혐오를 표현한 것인지 논쟁을 벌였다. 디스코 데몰리션 나이트는 MLB 역사상 가장 극단적인 프로모션 중 하나로 잘 알려져 있다.

## 같이 보기
- 훌리건